# Orègue
Orègue (tiếng Basque: Oragarre) là một xã thuộc tỉnh Pyrénées-Atlantiques trong vùng Nouvelle-Aquitaine miền tây nam nước Pháp.